# Wilkowo Polskie

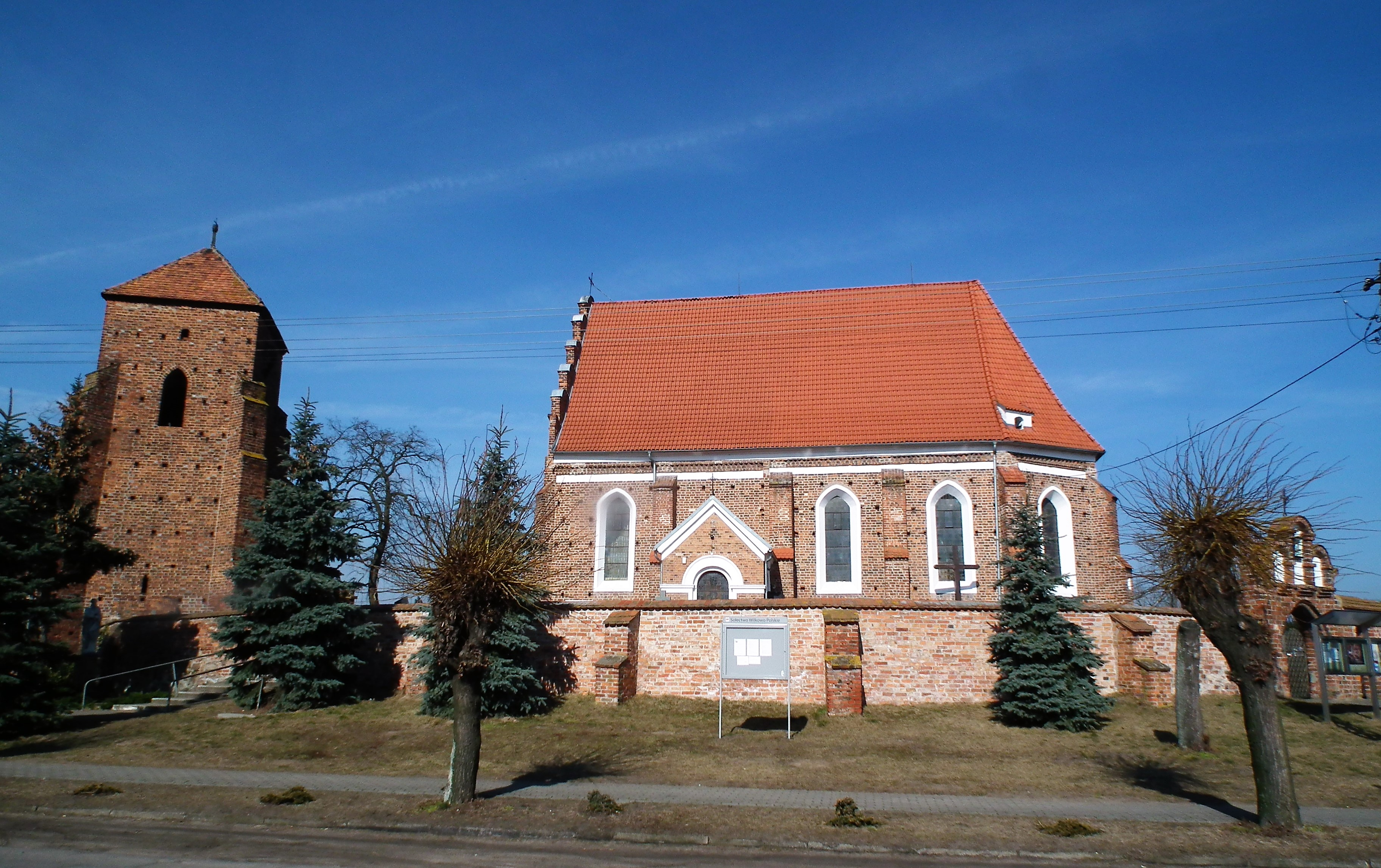
Dorfkirche in Wilkowo Polskie

Wilkowo Polskie ist ein Dorf in Polen in der Gemeinde Wielichowo im Powiat Grodziski der Wojewodschaft Großpolen. Wilkowo Polskie liegt 20 km südlich von Grodzisk Wielkopolski und 50 km südwestlich von Poznań. Der Ort hat 1004 Einwohner.
Sehenswert ist hier im Jahre 1540 erbaute St.-Hedwig-Kirche.

## Weblink
- Einwohnerzahl der Ortschaft (polnisch)